# Massiv

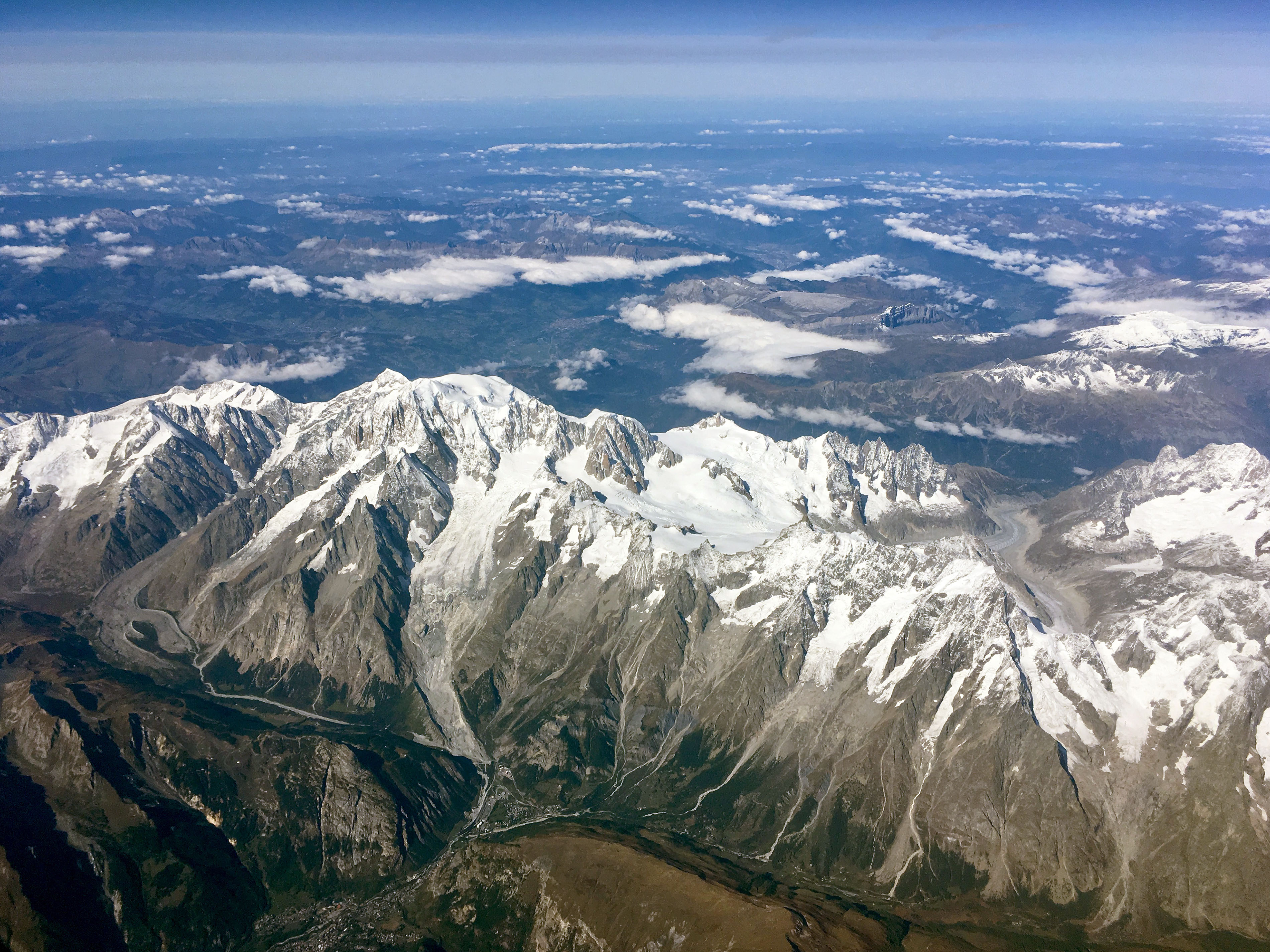
Luftbild des Mont-Blanc-Massivs

Massiv (französisch massif, „massig“, „kompakt“) ist eine Bezeichnung für verschiedene größere, kompakte, positive Reliefformen (Gebirgsmassiv, Gebirgsstock oder Gipfelstock und Ähnliches) und bzw. oder für bestimmte Bereiche an der Erdoberfläche, die sich geologisch von ihrer Umgebung relativ scharf abgrenzen.

## Allgemeines

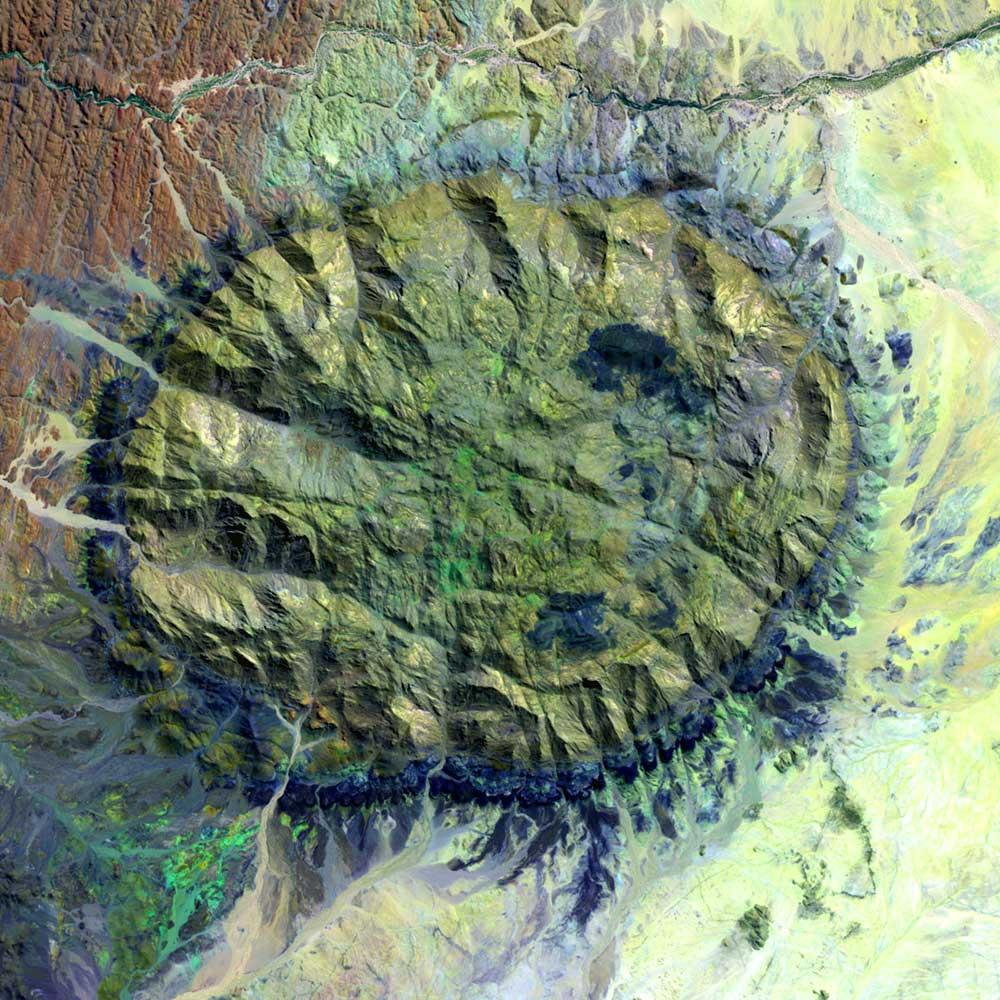
Satellitenbild des Brandbergmassivs, Namibia, eines durch Erosion freigelegten Granitplutons

Massive sind nicht als Gebirgszüge (Kettengebirge) und Bergketten organisiert, können aber in solche integriert sein. Sie sind meist kompakt und rundum von Tälern oder Tal-Pass-Zügen umgrenzt oder bilden eine mehr oder weniger gänzlich frei stehende geomorphologische oder zumindest geologische Einheit.
In vielen Fällen ist diese morphologische Eigenständigkeit auch geologisch begründet, z. B. weil sich das Verwitterungsverhalten der entsprechenden Gesteine von dem der umliegenden unterscheidet. Dabei können Massive verschiedene tektonische oder anderweitige Vorgeschichten aufweisen. So werden Gesteinskörper mit steil einfallenden geologischen Grenzen als Stock bezeichnet. Klippen sind Reste tektonischer Decken, die durch Erosion von ihrem ursprünglichen Gesteinsverband abgetrennt wurden. Bruchschollen sind inselartig aus ihrer Umgebung tektonisch herausgehobene Bereiche der Erdkruste. Hierbei bestehen teilweise deutliche Unterschiede in der räumlichen Ausdehnung. Zudem werden oft einzelne Bergmassive innerhalb eines größeren Gebirgsmassivs unterschieden.

## Massive im vorwiegend geologischen Sinn

Geologische Karte des Armorikanischen Massivs (Nordwestfrankreich). Die Farbgebung verdeutlicht die signifikant unterschiedliche Geologie des Massivs (relativ alte bis sehr alte Gesteine, viele Magmatite, gefaltet) von der Geologie des östlich benachbarten Pariser Beckens (relativ junge, ungefaltete Gesteine).

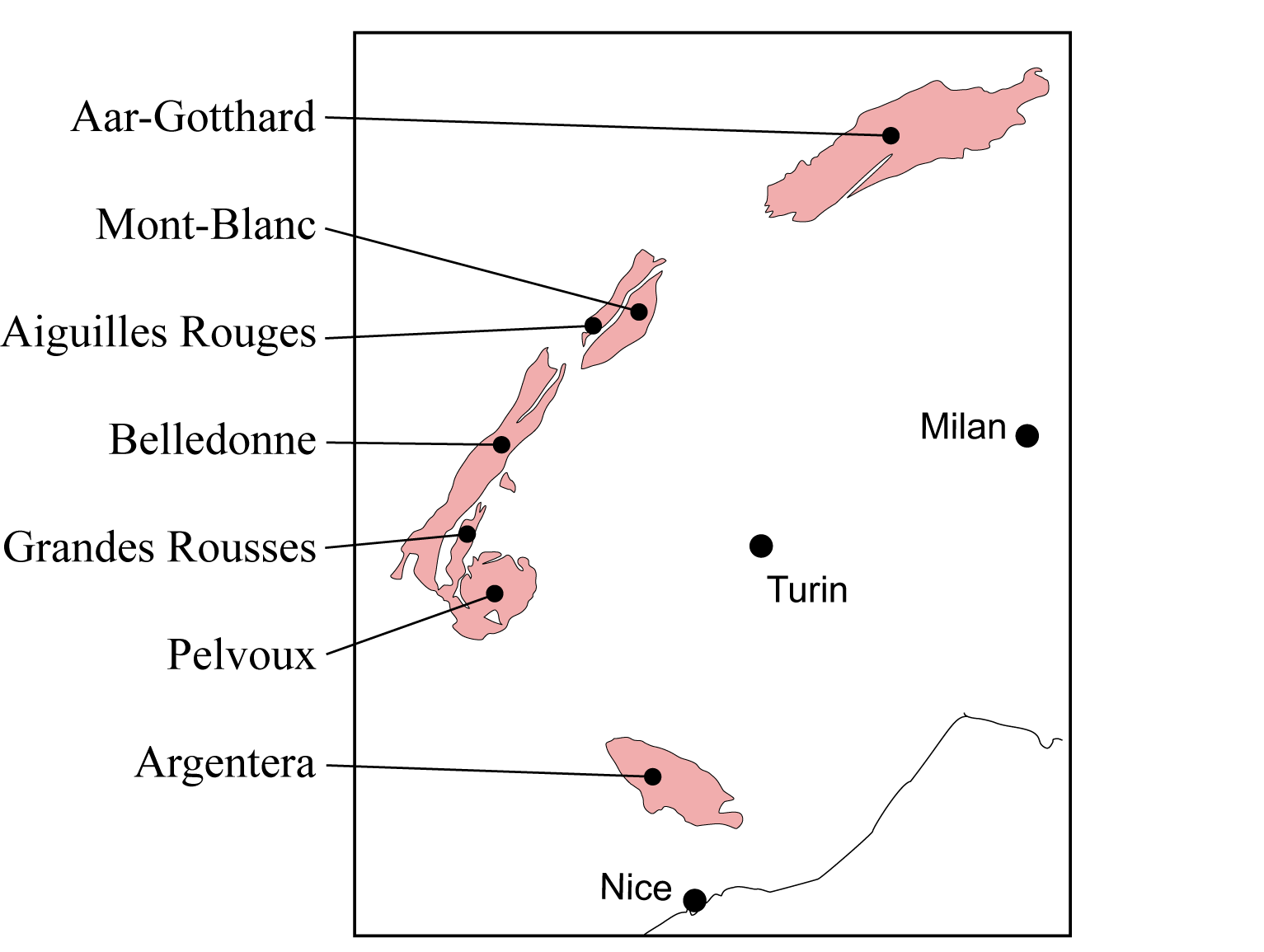
Zentralmassive der Alpen

Die großen geologischen Massive der Erde haben stets ein relativ hohes geologisches Alter und sind Reste ehemaliger Hochgebirge. Man spricht hierbei auch von Massengebirgen, Rumpfgebirgen oder auch Grundgebirgsmassiven. Bilden sie die ältesten, tektonisch inaktiven Bereiche eines Kontinentes, werden sie auch Schilde genannt. Heute erreichen sie maximal Mittelgebirgshöhen. Grundgebirgsmassive können durch Erosion vormals weitgehend eingeebnet und erst später wieder herausgehoben worden sein. Insbesondere wenn sie aus metamorphen und magmatischen Gesteinen bestehen, neigen sie zumindest in gemäßigten Breiten kaum zu Reliefbildung und formen eher kuppige Hochflächen.
Beispiele für alte Rumpfgebirge aus voralpidischer Zeit in Europa:
- Böhmische Masse in Böhmen und nordöstlichem Österreich
- Zentralmassiv im Süden Frankreichs
- Rheinisches Schiefergebirge (Rheinische Masse)
- Harz einschließlich des Brockenmassivs (einem großen Granitkörper)

In jungen Faltengebirgen, wie den Alpen, sind oft ebenfalls Bereiche mit alten Gesteinen zu finden, die geologisch den Grundgebirgsmassiven sehr ähneln. Man spricht auch bei diesen Bereichen von Grundgebirgsmassiven, oder in den Westalpen, sofern es sich um autochthones Grundgebirge des Helvetikums handelt, auch von Zentralmassiven (nicht zu verwechseln mit dem Rumpfgebirge in Frankreich), wobei diese Bezeichnungen, wie z. B. beim Mont-Blanc-Massiv oder beim Gotthardmassiv, und im Gegensatz zu z. B. der Böhmischen Masse, relativ stark mit dem Begriff des Bergmassivs überlappen.

## Bergmassive

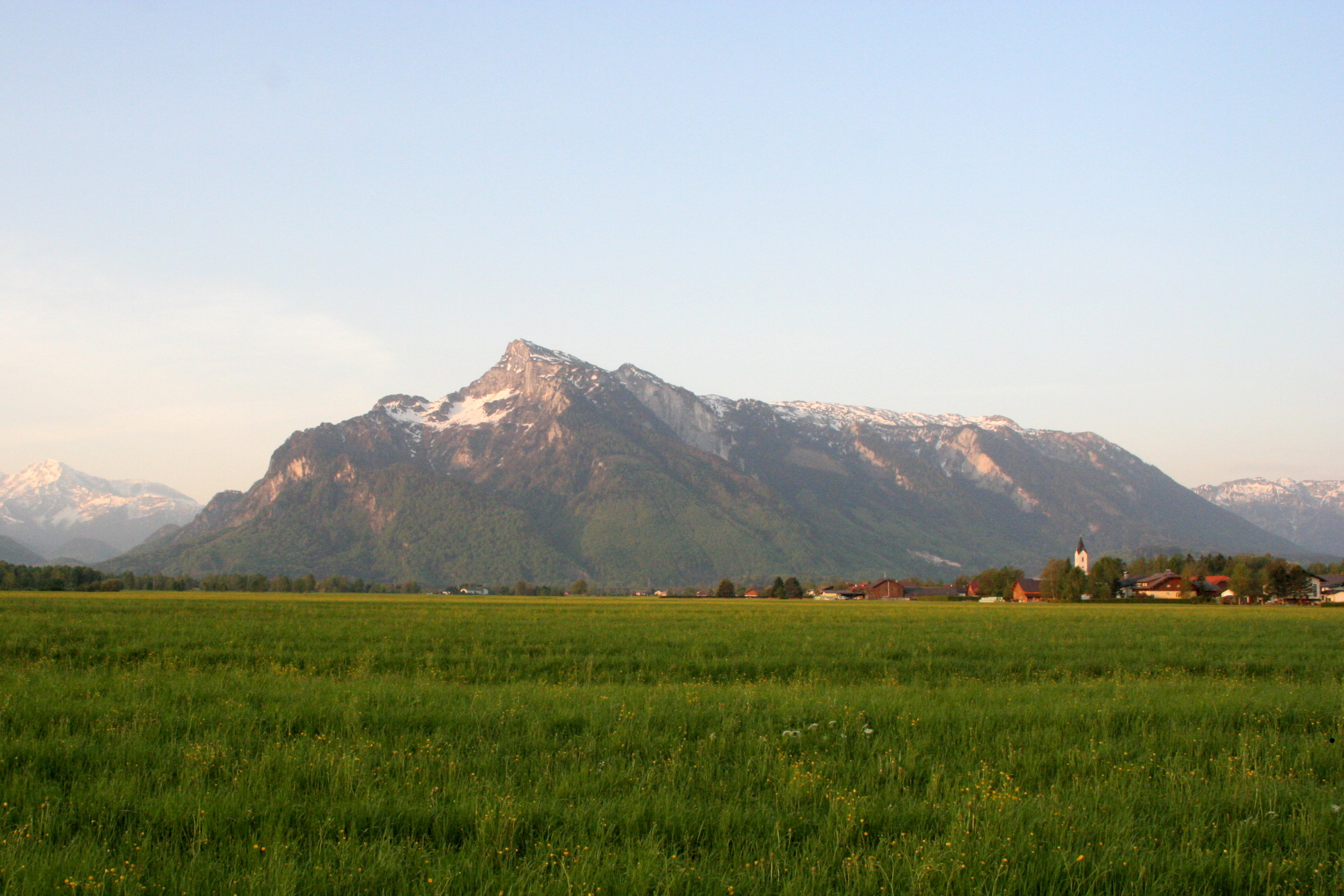
Untersberg bei Salzburg – prototypischer Kalkstock mit Karstplateau und Steilflanken

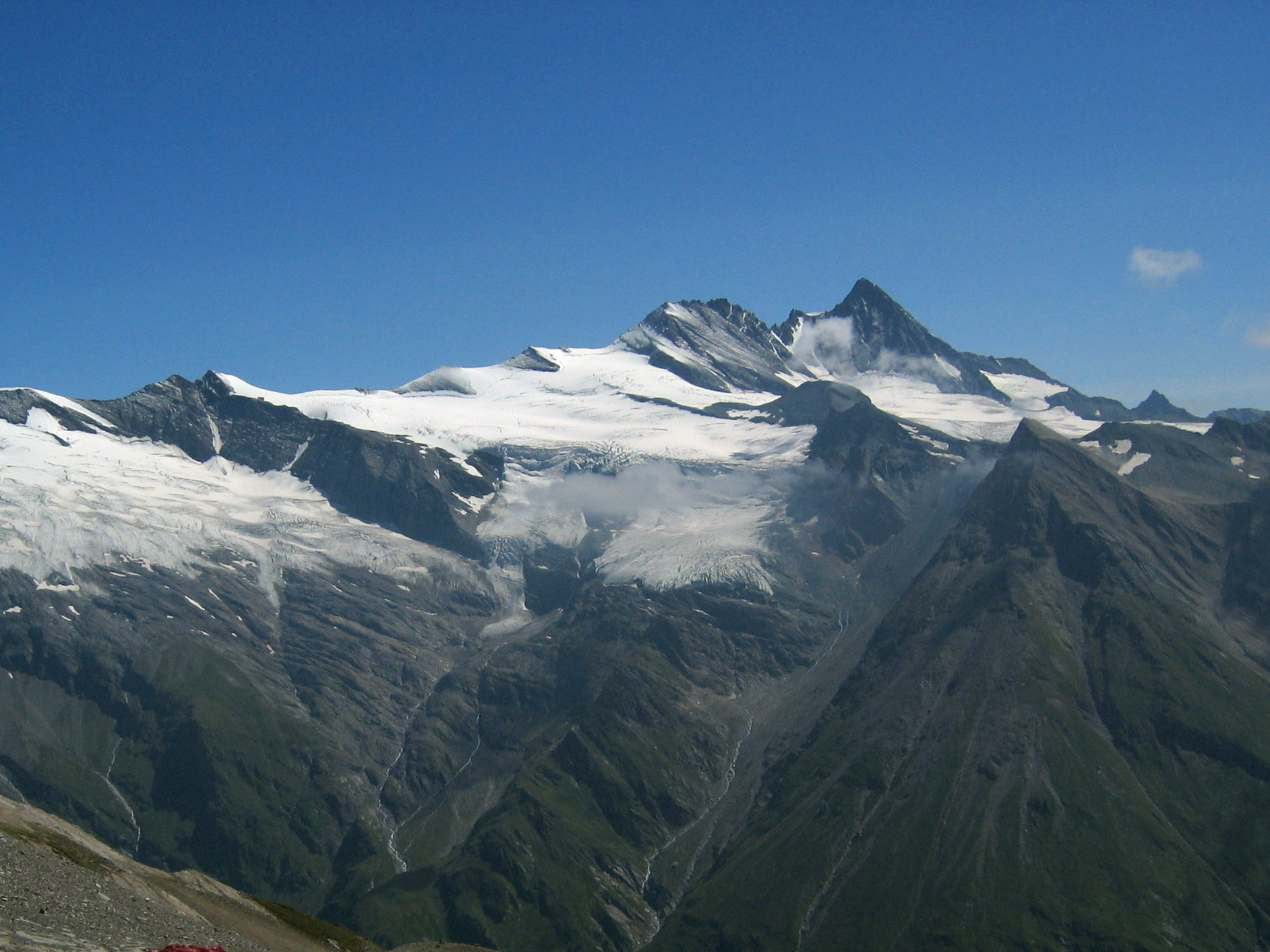
Gipfelstock des Großglockners, Österreich – Schieferhülle des Tauernfensters über Zentralalpengneis

Einzelne, besonders auffällige Berge oder kompakte Berggruppen nennt man Bergmassiv oder Bergstock. Sie zeichnen sich durch steile Flanken aus und bilden bisweilen einen Plateauberg mit einem gefurchten Hochplateau oder einen Tafelberg mit Hochebene. Auch für massige, primär steinerne Vulkane wird das Wort verwendet.
Unter denen mit der Bezeichnung „Massiv“ betitelten Bergen finden sich meist die relativ höchsten Berge – also von ihrem Fuß aus gemessen – einer Region. In Hochgebirgen sind Schartenhöhen von 300 bis 500 Metern als Mindestmaß für einen eigenständigen Berg, der Mont Ventoux etwa erhebt sich über 1600 Meter über die Hügel des Rhônetals und hat eine entsprechende Schartenhöhe. Noch mehr gilt das für Vulkane, wie die Vulkankette Ostafrikas mit dem Kilimandscharo-Massiv als „höchstem freistehenden Berg der Welt“, dem Elbrus, oder dem Mount St. Helens.
Beispiele:
- Kalkstöcke sind typische Bildungen relativ widerstandsfähiger Kalksteine, teils und besonders auch Riffkalke:
  - Berge der Kalkalpen wie Zugspitze, Dachsteinmassiv, Hagengebirge, Tennengebirge, die Wiener Hausberge Rax und Schneeberg in den Nordalpen; oder die Marmolada der Südalpen, Triglav-Gruppe in Slowenien, Vercors im östlichen Frankreich; alle mit den typischen, teils namengebenden Karst-Hochplateaus (Höllengebirge, Sengsengebirge, Steinernes Meer) und oft fehlendem Hauptgipfel
- Etliche Hauptgipfel der Zentralalpen
- Monte Rosa und Mont-Blanc-Massiv der Westalpen
- Famara-Massiv auf Lanzarote
- Gran Sasso-Massiv in Italien
- Mount-Kenya-Massiv in Kenia
- Paekdu-Massiv in Korea
- Ruwenzori-Massiv in Uganda und der Republik Kongo
- Velebit-Massiv in Kroatien

## Gipfelmassive
Gipfelformationen in Stockbildung sind häufig: Der Gipfel des Berges bildet dann eine gegenüber seiner Hauptmasse deutlich abgesetzte Form. Grund sind widerständigere Gesteine im Gipfelbereich als am Fuß des Berges.
Extremere Ausformungen nennt man Felsturm oder Zinne.

## Bergmassive als Motiv in der Kunst

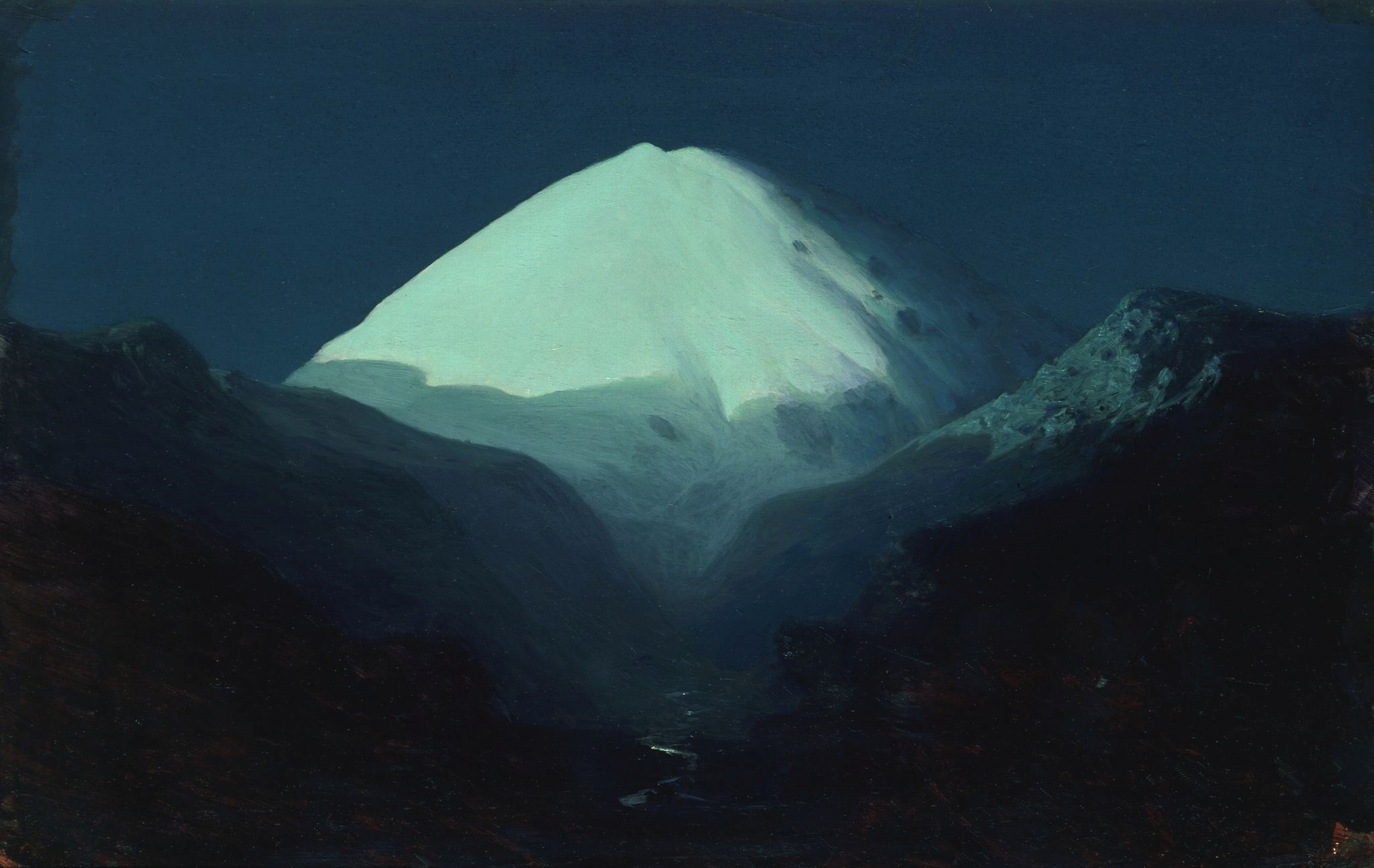
Der Elbrus, Mondnacht (Archip Kuindschi, Öl auf Papier auf Leinwand, nach 1890)

Maler und Kunstfotografen haben sich, seit der Berg an sich zum Sujet geworden ist (Bergmalerei), Bergmassive als Motiv gewählt. Geschätzt werden ihre prägnanten Formen, im Besonderen solche, die ausgeprägt steile Flanken haben und vom Tal aus gut einzusehen sind. Vom steirischen Hausberg Grimming, vom Dachsteinmassiv sind jeweils tausende Gemälde entstanden, auch von berühmten Künstlern wie z. B. Gauermann. Ebenso bekannt sind Motive aus den Berner Alpen (Eiger, Jungfrau etc.), vom Watzmannstock, aus dem mitteldeutschen Harz oder aus den Südtiroler Dolomiten, ebenso aber auch in der chinesischen Malerei, die den Berg als Motiv um seiner selbst willen schon seit der Antike kennt, und in der neuzeitlichen japanischen Kunst (wie die 36 Ansichten des Berges Fuji von Hokusai). Dass es ganz ausgewählte Ansichten eines Bergstocks sind, die die Künstler anziehen, zeigen berühmte Plätze wie die Malerwinkel ebenso wie die Tempel und Pagoden an den heiligen Bergen Chinas, die einen ganz definierten, besonders pittoresken Ausschnitt der Landschaft nahelegen.